# Electronic Protocols Application Software
Electronic Protocols Application Software (EPAS) ist ein im Umfeld der SEPA-Aktivitäten (Europäischer Zahlungsraum) angesiedeltes Projekt, das die europaweite Standardisierung der Protokolle rund um bargeldlose Bezahllösungen zum Ziel hat.

## Begriff
Die Integration bargeldloser Bezahllösungen in Kassen-, Kiosk- und Automatenlösungen gestaltet sich – international gesehen – aufgrund der Unterschiedlichkeit der Protokolle und fehlender offizieller Schnittstellenstandards oft als schwierig. International einheitliche Schnittstellenkonzepte wurden bislang lediglich auf der Basis der Spezifikationen einiger weniger privatwirtschaftlicher Organisationen und Unternehmen realisiert.
Das EPAS-Projekt ist als europäisches Förderprojekt eingestuft.

## Standardisierungsumfang
Das EPAS-Projekt gliedert sich in die drei Teilprojekte:
- Protokoll zwischen Akquirer und Bezahllösung
- Protokoll zwischen Bezahllösung und Kasse
- Terminal Management Protokoll

Das für die einzelnen Teilprojekte erforderliche interdisziplinäre Spezialwissen wird von den jeweils eingebundenen spezialisierten Projektteilnehmern eingebracht.
Im Zuge des EPAS-Projektes werden realisiert:
- Spezifikationen
- Entwicklungs-, Test- und Zertifizierungstools
- Pilotprojekt

Quelle: »EPAS« Pressebericht (Version Nr. 1.0) - EPAS Konsortium - Draft vom 5. Februar 2006

## Teilnehmer
Die Auswahl der 22 Projektteilnehmer wurde unter den Voraussetzungen getroffen, dass:
- das erforderliche technische Spezialwissen in möglichst vielfältiger Weise
- das erforderliche Bezahllösungswissen aus möglichst vielen Ländern der Europäischen Union

repräsentativ eingebracht wird.
Die teilnehmenden Unternehmen repräsentieren sowohl Erfahrungen aus den Branchen Banken, Handel und Tankstellen, als auch Integrationserfahrungen führender Bezahllösungs- und Kassenlösungsanbieter.
Die Projektteilnehmer kommen aus Frankreich, Deutschland, Spanien, Belgien, Österreich, Portugal, Luxemburg, Schweden, Großbritannien und den Niederlanden.

## Geltungsbereich
Der Geltungsbereich des EPAS-Standards wird sich auf die Länder der Europäischen Union sowie Norwegen, Island, Liechtenstein und die Schweiz beziehen.

## Zeitrahmen
Das EPAS-Projekt wurde am 1. Januar 2006 offiziell gestartet und hat eine Laufzeit von 32 Monaten, die mit der Pilotierung der Protokolle ihren Abschluss findet.

## Teilnehmende Unternehmen und Institutionen
- Worldline
- Banksys
- BP
- Cetrel
- Europay Austria Zahlungsverkehrssysteme GmbH
- Fachhochschule Köln
- Galitt Group
- Groupement des Cartes Bancaire
- ingenico
- Integri
- Interpay
- Lyra Network
- Moneyline
- PAN Nordic Card Association
- RSC Commercial Services: http
- Sermepa
- SIBS
- SRC Security Research & Consulting GmbH
- Thales e-Transactions
- Total
- Wincor Nixdorf
- Scheidt & Bachmann